# Гришинська сільська рада (Роменський район)
Гри́шинська сільська́ ра́да — колишній орган місцевого самоврядування в Роменському районі Сумської області. Адміністративний центр — село Гришине.

## Загальні відомості
- Населення ради: 1 238 осіб (станом на 2001 рік)

## Населені пункти
Сільській раді були підпорядковані населені пункти:
- с. Гришине
- с. Королівщина
- с. Миколаївське
- с. Ненадіївка
- с. Салогубівка
- с. Чижикове

## Склад ради
Рада складалася з 14 депутатів та голови.
- Голова ради: Сендецький Григорій Петрович
- Секретар ради: Фесенко Катерина Іванівна

### Керівний склад попередніх скликань
| Прізвище, ім'я, по батькові  | Основні відомості                                                         | Дата обрання | Дата звільнення |
| ---------------------------- | ------------------------------------------------------------------------- | ------------ | --------------- |
| Буцан Іван Федорович         | Сільський голова, 1949 року народження                                    | 26.03.2006   | 27.11.2009      |
| Сендецький Григорій Петрович | Сільський голова, 1962 року народження, освіта вища                       | 20.06.2010   | 31.10.2010      |
| Сендецький Григорій Петрович | Сільський голова, 1962 року народження, освіта вища, член Партії регіонів | 31.10.2010   |                 |

Примітка: таблиця складена за даними сайту Верховної Ради України